# Tillandsia graebeneri
Espèce
Classification phylogénétique
Tillandsia graebeneri Mez est une plante de la famille des Bromeliaceae.
Le terme graebeneri est une dédicace à Mr Graebener, directeur du jardin botanique de Karlsruhe.

## Protologue et Type nomenclatural
Tillandsia graebeneri Mez, in Repert. Spec. Nov. Regni Veg. 14: 253 (1916) (pro « Graebenerii » )
Diagnose originale :
« Foliis infundibuliformi-rosulatis, supra subglabris subtus lepidibus parvis appressisque paullo canescentibus; inflorescentia laxiuscule 2-pinnatim panniculata[sic] nullo modo strobiliformi; spicis 1-2 floris, flabellatis, quam bracteae primariae permulto brevioribus; bracteolis florigeris glaberrimis, laevibus, sepala subaequantibus; floribus stricte erectis; sepalis posticis binis fere medium usque connatis, rotundatis; petalis fulgide violaceis, strictissime tubulose erectis, quam genitalia sat brevioribus; stylo stamina superante. »
Type : leg. Purpus ; « E republica Mexicana loco non indicato » ; (décrit d'un exemplaire en culture au jardin de Königsberg).

## Synonymie
(aucune)

## Distribution
- Amérique centrale :
  -  Mexique[1],[2]